# Adlwang
Adlwang este o localitate din Austria Superioară cu o populație de 1870 de locuitori.